# Niccolò Bianchini
Niccolò Bianchini (Scansano, 2 febbraio 1689 – Scansano, 22 maggio 1750) è stato un vescovo cattolico italiano.

## Biografia
Nato a Scansano nel 1689, entrò a fare parte dell'ordine dei carmelitani scalzi, ricoprendo per tre volte la carica di padre provinciale. Fu poi per venticinque anni professore di teologia morale all'Università degli Studi di Pisa.
Il 15 settembre 1746 venne nominato vescovo di Sovana da papa Benedetto XIV e fu consacrato il 4 dicembre seguente dal cardinale Giovanni Antonio Guadagni.
Il 10 marzo 1747 ebbe inizio da Sorano la prima visita pastorale, cui seguì una seconda, iniziata il 1º aprile 1750 a Montemerano, rimasta però incompiuta a causa della morte del vescovo, avvenuta il 22 maggio 1750. Fu sepolto nella chiesa collegiata di Scansano.

## Genealogia episcopale
La genealogia episcopale è:
- Cardinale Scipione Rebiba
- Cardinale Giulio Antonio Santori
- Cardinale Girolamo Bernerio, O.P.
- Arcivescovo Galeazzo Sanvitale
- Cardinale Ludovico Ludovisi
- Cardinale Luigi Caetani
- Cardinale Ulderico Carpegna
- Cardinale Paluzzo Paluzzi Altieri degli Albertoni
- Cardinale Flavio Chigi
- Papa Clemente XII
- Cardinale Giovanni Antonio Guadagni, O.C.D.
- Vescovo Niccolò Bianchini